# Gentilly kärnkraftverk
Gentilly kärnkraftverk är ett kanadensiskt kärnkraftverk i Bécancour i provinsen Québec, ungefär mitt emellan Montréal och staden Québec.
Kärnkraftverket byggdes i etapper mellan 1966 och 1983 av det statliga företaget Hydro-Québec, som fortfarande äger kärnkraftverket. Gentilly har två numera avstängda reaktorer.

## Gentilly-1
Gentilly-1 var en prototyp för CANDU-BWR reaktor på 250 MWe, baserad på SGHWR-designen. Designen var dock inte framgångsrik och över sju års tjänst producerade den endast ström under 180 dagar. Reaktorn är numera stängd.

## Gentilly-2
Gentilly-2 är en standard CANDU-600 tryckvattenreaktor på 635 MWe. Reaktorn började byggas 1974 och togs i drift 1982. Till skillnad från Gentilly-1 har Gentilly-2 fungerat utan några problem sedan starten 1982. Reaktorn stängdes den 28 december 2012.
Denna reaktortyp har bland annat exporterats till Sydkorea, Argentina, Rumänien och Kina.